# Дорофеичев, Иван Васильевич
Иван Васильевич Дорофеичев — советский горный инженер, специалист в области добычи и переработки урановых руд, лауреат Государственной премии СССР.

## Биография
Родился 02.09.1927.
Окончил Московский институт цветных металлов и золота им. М. И. Калинина (1950).
- 1950—1956 в ГДР на предприятиях по добыче и переработке урановых руд, входивших в состав советской организации «Главсовзагранимущество»: инженер шахты, главный инженер и начальник одного из рудоуправлений.
- 1956—1963 на ответственных должностях на комбинате «Североникель».
- 1961—1971 в Советско-Германском акционерном обществе «Висмут»: старший горный инженер рудоуправления, главный инженер шахты, главный инженер рудоуправления.
- 1971—1976 в 1-м ГУ Минсредмаша: районный инженер, заместитель начальника и начальник горного отдела.
- 1976—1984 заместитель главного инженера по горным работам — начальник горного отдела ПГУ.
- с 1984 года главный инженер — заместитель начальника Первого главного управления Минсредмаша.

## Награды и звания
- Государственная премия СССР (1969) — за разработку и внедрение системы охлаждения рудничного воздуха для отработки глубокого жильного месторождения Нидершлема Альберода;
- Орден Трудового Красного Знамени (1980);
- Знак «Шахтёрская слава» трёх степеней.